# Tapinoma
Tapinoma és un gènere de formigues de la subfamília dels dolicoderins (Dolichoderinae). Viuen en regions tropicals i temperades, incloent-hi els Països Catalans.

## El gènereTapinomaa la Península Ibèrica
A la península Ibèrica hi ha citades 6 espècies de Tapinoma:
- Tapinoma erraticum (Latreille, 1798)
- Tapinoma madeirense Forel, 1895
- Tapinoma melanocephalum (Fabricius, 1793)
- Tapinoma nigerrimum (Nylander, 1856)
- Tapinoma pygmaeum (Dufour, 1857)
- Tapinoma simrothi Krausse, 1911

## Espècies
Hi ha 72 espècies descrites:
- Tapinoma acuminatum
- Tapinoma albinase
- Tapinoma albomaculatum
- Tapinoma amazonae
- Tapinoma andamanese
- Tapinoma annandalei
- Tapinoma antarcticum
- Tapinoma arnoldi
- Tapinoma atriceps
- Tapinoma carininotum
- Tapinoma chiaromontei
- Tapinoma christophi
- Tapinoma danitschi
- Tapinoma darioi
- Tapinoma demissum
- Tapinoma emeryanum
- Tapinoma emeryi
- Tapinoma epinotale
- Tapinoma erraticum
- Tapinoma festae
- Tapinoma flavidum
- Tapinoma fragile
- Tapinoma funiculare
- Tapinoma geei
- Tapinoma gibbosum
- Tapinoma glaucum
- Tapinoma heyeri
- Tapinoma himalaicum
- Tapinoma ibericum
- Tapinoma indicum
- Tapinoma israele
- Tapinoma karavaievi
- Tapinoma kinburni
- Tapinoma krakatauae
- Tapinoma latifrons
- Tapinoma litorale
- Tapinoma lugubre
- Tapinoma luridum
- Tapinoma luteum
- Tapinoma madeirense
- Tapinoma magnum
- Tapinoma melanocephalum
- Tapinoma minimum
- Tapinoma minor
- Tapinoma minutum
- Tapinoma modestum
- Tapinoma muelleri
- Tapinoma nigerrimum
- Tapinoma opacum
- Tapinoma orthocephalum
- Tapinoma panamense
- Tapinoma philippinense
- Tapinoma pomone
- Tapinoma pygmaeum
- Tapinoma ramulorum
- Tapinoma rasenum
- Tapinoma rectinotum
- Tapinoma sahohime
- Tapinoma schreiberi
- Tapinoma schultzei
- Tapinoma sessile
- Tapinoma silvestrii
- Tapinoma simrothi
- Tapinoma sinese
- Tapinoma subboreale
- Tapinoma subtile
- Tapinoma wheeleri
- Tapinoma williamsi
- Tapinoma wilsoni
- Tapinoma wroughtonii